# Долгополов, Виталий
Виталий Долгополов (латыш. Vitālijs Dolgopolovs; 3 октября 1973) — советский и латвийский футболист, полузащитник. Выступал за сборную Латвии.

## Биография
Начал выступать на взрослом уровне в 1990 году в составе «Олимпии» (Лиепая) во второй низшей лиге СССР, где сыграл 8 матчей. На следующий год его клуб выступал в чемпионате Латвийской ССР среди КФК и занял третье место.
После распада СССР, в 1992 году вместе с «Олимпией» дебютировал в высшей лиге Латвии. В 1993 году перешёл в РАФ (Елгава), где провёл четыре сезона, в 1996 году клуб был переименован в «Университате». Становился серебряным (1994) и бронзовым (1993, 1995) призёром чемпионата страны, обладателем Кубка Латвии (1993, 1996). В 1997 году перешёл в состав новичка высшей лиги «Вентспилс».
Всего в высшей лиге Латвии сыграл 118 матчей и забил 4 гола. Принимал участие в играх еврокубков — Кубке кубков (3 матча) и Кубке УЕФА (4 матча).
Выступал за юниорскую сборную Латвии. В национальной сборной сыграл единственный матч в рамках Кубка Балтии 7 июля 1996 года против Эстонии, провёл на поле первый тайм.
В 1997 году завершил профессиональные выступления. Дальнейшая судьба неизвестна.